# Tiziana Ghiglioni
Tiziana Ghiglioni (Savona, 25 oktober 1956) is een Italiaanse jazzzangeres.

## Biografie
Ghiglioni raakte geïnteresseerd in jazz na het bijwonen van een concert van Archie Shepp. In 1979 volgde ze een workshop van Giorgio Gaslini. Daarna nam ze zangles bij Gabriella Ravazzi, toerde met de Gaslini bigband en haar eigen formatie. In 1981 bracht ze haar eerste album Lonely Woman uit bij het label Dischi della Quercia. Ze trad op op alle Italiaanse festivals en werkte samen met Franco D’Andrea, Enrico Pieranunzi, Paolo Fresu, Roberto Gatto, Gianluigi Trovesi en Giancarlo Schiaffini. In de daaropvolgende jaren nam ze op met tal van Amerikaanse muzikanten zoals Steve Lacy (Somebody Special), Mal Waldron, Chico Freeman, Paul Bley (Lyrics), Lee Konitz, Tony Scott, Lauren Newton, maar ook met Enrico Rava, Roberto Ottaviano (Portrait in Six Colors), Michel Graillier, Tarcisio Olgiati en Renato Selani. Ze toerde ook met Joëlle Léandre, Irène Schweizer, Lindsay Cooper en Maggie Nichols. Ze bestudeerde de liedjes van Steve Lacy, Luigi Tenco, Giorgio Gaslini, Duke Ellington en Lucio Battisti, die ze in speciale programma's (en op albums) presenteerde.

## Prijzen en onderscheidingen
Haar album SONB werd in het tijdschrift Musica Jazz erkend als een van de beste albums van 1992. In 1994 ontving ze de Targa Tenco in San Remo als beste vertolkster. Tussen 2007 en 2010 werd ze genomineerd als beste jazzzangeres bij de Italian Jazz Awards.

## Discografie
- ????: Sounds Of Love (Soul Note, met Kenny Drew sr., Niels-Henning Ørsted Pedersen, Barry Altschul)
- 1992: SONB (Something Old, Something New, Something Borrowed, Something Blue) (Spasc(h) Records, met Enrico Rava, Giancarlo Schiaffini, Gianluigi Trovesi, Steve Lacy, Umberto Petrin, Attilio Zanchi, Tiziano Tononi)
- 2010: Non sono io: Musiche di Luigi Tenco (Philology, met Giorgio Li Calzi, Nico Gori, Paolo Alderighi, Stefano Bollani, Emanuele Parrini, Tiziano Tononi)

- Bibliothèque nationale de France: cb13894424w (data)
- International Standard Name Identifier: 0000 0000 4092 5009
- Library of Congress Control Number: no98004948
- MusicBrainz: 6ded5557-b1cd-4945-8980-6953595bba75
- Istituto Centrale per il Catalogo Unico: LO1V272284
- Virtual International Authority File: 37101824
- WorldCat: E39PBJw4BPWYDhjm4cg86B7mBP